# ThyssenKrupp System Engineering
Die thyssenkrupp System Engineering GmbH ist ein international tätiger Hersteller verschiedener Komponenten der Prozessketten Karosserie und Antriebsstrang der Automobilindustrie.

## Unternehmensgeschichte
Als frühere Holding verschiedener Gesellschaften (u. a. ThyssenKrupp Krause, Drauz-Nothelfer) bildet thyssenkrupp System Engineering heute eine operative Geschäftseinheit des Automotive Technology Segments der thyssenkrupp AG.
Das Unternehmen gliedert sich in vier Operating Units: Powertrain Solutions, Car Body Solutions, Lightweight Solutions und Battery Solutions.